# Circuito integrado 555
El temporizador IC 555 es un circuito integrado (chip) que se utiliza en la generación de temporizadores, pulsos y oscilaciones. El 555 puede ser utilizado para proporcionar retardos de tiempo, como un oscilador, y como un circuito integrado flip flop. Sus derivados proporcionan hasta cuatro circuitos de sincronización en un solo paquete. 
Introducido en 1971 por Signetics, el 555 sigue siendo de uso generalizado debido a su facilidad de uso, precio bajo y la estabilidad. Muchas empresas los fabrican en versión de transistores bipolares y también en CMOS de baja potencia. A partir de 2003, se estimaba que mil millones de unidades se fabricaban cada año.
Este circuito suele ser utilizado para trabajos sencillos como trabajos escolares, debido a su bajo costo y facilidad de trabajar con él.

## Historia

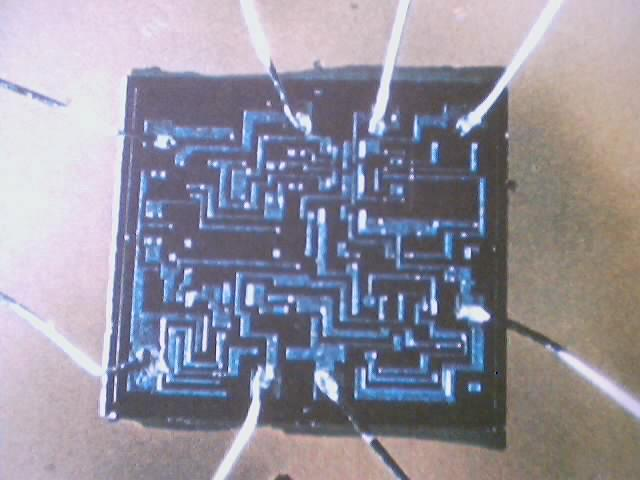
Fotografía del interior del 555, del año 1978

El circuito integrado (CI) se diseñó en 1971 por Hans R. Camenzind bajo el contrato de Signetics (adquirida más tarde por NXP Semiconductors).
En 1962, Camenzind se unió al laboratorio de Física de Malloryen Burlington, Massachusetts. Diseñó un amplificador por modulación por ancho de pulsos (PWM) para aplicaciones de audio; sin embargo, no tuvo éxito en el mercado porque no incluía un transistor de potencia. Comenzó a interesarse en sintonizadores tales como un girador y un lazo de seguimiento de fase (PLL). En 1968 Signetics le contrató para desarrollar un CI PLL. Diseñó un oscilador para PLL de tal manera que la frecuencia no dependía del voltaje de la fuente de alimentación o temperatura. Signetics despidió a la mitad de sus empleados debido a la recesión de 1970; el desarrollo para PLL se paro.
Camenzind propuso el desarrollo de un circuito universal basado en el oscilador de los PLL y pidió desarrollarlo el solo, usando equipamiento de Signetics a cambio de reducir su salario a la mitad. Otros ingenieros decían que el producto podría construirse a partir de elementos ya existentes; sin embargo, el gestor de mercadotecnia aprobó la idea. Siguiendo la numeración 5xx que se asignaban a los CI analógicos, se escogió el número "555".
Camenzind también enseñaba diseño de circuitos en la Northeastern University por la mañana volviendo por la noche para estudiar el grado de Administración de empresas. El primer diseño para el 555 se revisó en el verano de 1971. Comprobado que no había errores, procedió al diseño de la disposición de componentes. Unos días más tarde, Camenzind tuvo la idea de usar una resistencia directa en lugar de una fuente de corriente constante al encontrar que la primera solución funcionaba. El cambio redujo pines requeridos, de 9 a 8, por lo que el CI se podría en un empaquetado de 8 pines en lugar de uno de 14. Este nuevo diseño pasó una segunda revisión de diseño y se culminó el prototipo en octubre de 1971. La copia de 9 pines la fabricó otra compañía fundada por un ingeniero que estuvo presente en el primer diseño y se marchó de Signetics; esa firma lanzó su versión tan pronto como se presentó el 555. El temporizador 555 se fabricó por 12 empresas en 1972 se convirtió en uno de los productos más vendidos.

### Nombre de pieza
Se ha hipotizado falsamente que el 555 obtuvo su nombre por las tres resistencias de 5 kΩ dentro del CI bipolar.  Hans Camenzind ha establecido que el número de pieza fue arbitrario, así que fue una simple coincidencia. Las letras de los prefijos "NE" y "SE" de los números de pieza originales de Signetic, NE555 y SE555, fueron designaciones de temperatura para los chips analógicos, donde "NE" era la familia de temperatura comercial y "SE" la familia para temperaturas militares.

## Descripción de las conexiones

Pines del 555.

- GND (normalmente la 1): es el polo negativo de la alimentación, generalmente tierra (masa).
- Disparo (normalmente la 2): Es donde se establece el inicio del tiempo de retardo si el 555 es configurado como monoestable. Este proceso de disparo ocurre cuando esta patilla tiene menos de 1/3 del voltaje de alimentación. Este pulso debe ser de corta duración, pues si se mantiene bajo por mucho tiempo la salida se quedará en alto hasta que la entrada de disparo pase a alto otra vez.
- Salida (normalmente la 3): Aquí veremos el resultado de la operación del temporizador, ya sea que esté conectado como monoestable, estable u otro. Cuando la salida es alta, el voltaje será el voltaje de alimentación (Vcc) menos 1.7 V. Esta salida se puede obligar a estar en casi 0 voltios con la ayuda de la patilla de reinicio (normalmente la 4).
- Reinicio (normalmente la 4): Si se pone a un nivel por debajo de 0.7 Voltios, pone la patilla de salida a nivel bajo. Si por algún motivo esta patilla no se utiliza hay que conectarla a alimentación para evitar que el temporizador se reinicie.
- Control de voltaje (normalmente la 5): Cuando el temporizador se utiliza en el modo de controlador de voltaje, el voltaje en esta patilla puede variar casi desde Vcc (en la práctica como Vcc -1.7 V) hasta casi 0 V (aprox. 2 V menos). Así es posible modificar los tiempos. Puede también configurarse para, por ejemplo, generar pulsos en rampa.
- Umbral (normalmente la 6): Es una entrada a un comparador interno que se utiliza para poner la salida a nivel bajo.
- Descarga (normalmente la 7): Utilizado para descargar con efectividad el condensador externo utilizado por el temporizador para su funcionamiento.
- Voltaje de alimentación (VCC) (normalmente la 8): es el terminal donde se conecta el voltaje de alimentación que va de 4.5 V hasta 16 V.

## Modos de operación
El circuito integrado 555 posee dos modos de operación principales:

### Multivibrador astable

Esquema de la aplicación de multivibrador astable del 555.

Este tipo de funcionamiento se caracteriza por una salida continua de forma de onda cuadrada (o rectangular), con una frecuencia específica. El resistor R1 está conectado a la tensión designada como VCC y al pin de descarga (pin 7); el resistor R2 se encuentra conectado entre el pin de descarga (pin 7), el pin de disparo (pin 2); el pin 6 y el pin 2 comparten el mismo nodo. Asimismo el condensador se carga a través de R1 y R2, y se descarga solo a través de R2. La señal de salida tiene un nivel alto por un tiempo t1 y un nivel bajo por un tiempo t2, esto debido a que el pin 7 presenta una baja impedancia a GND durante los pulsos bajos del ciclo de trabajo. Un multivibrador astable no tiene estado estable y varía, por tanto una y otra vez entre dos estados inestables, sin utilizar un circuito de disparo externo.
El ciclo de trabajo presenta los estados alto y bajo, la duración de los tiempos en cada uno de los estados depende de los valores de R1, R2 (expresados en ohmios) y C (en faradios), con base en las fórmulas siguientes:
{\displaystyle \left\{{\begin{array}{rcl}t_{ALTO}=\ln(2)\ast (R1+R2)\ast C=Ta\\t_{BAJO}=\ln(2)\ast R2\ast C=Tb\;\;\;\;\;\;\;\;\;\;\;\;\end{array}}\right.}
La frecuencia de oscilación (f) está dada por la fórmula:
{\displaystyle f\approx {\frac {1}{ln(2)\cdot C\cdot (R1+2\cdot R2)}}}
el período está dado por: 
{\displaystyle T={\frac {1}{f}}}

Señal de salida en modo astable.

Hay que recordar que el período es el tiempo que dura la señal hasta que ésta se vuelve a repetir, es la suma del tiempo alto y el tiempo bajo T=(Ta + Tb). 
El ciclo de trabajo es :
{\displaystyle D={\frac {Ta}{T}}}
Para realizar un ciclo de trabajo igual al 50% se necesita colocar el resistor R1 entre la fuente de alimentación y la patilla 7; desde la patilla 7 hacia el condensador se coloca un diodo con el cátodo apuntando hacia el condensador, después de esto se coloca un diodo con el ánodo del lado del condensador seguido del resistor R2 y este en paralelo con el primer diodo, además de esto los valores de los resistores R1 y R2 tienen que ser de la misma magnitud.

### Multivibrador monoestable

Esquema de la aplicación de multivibrador monoestable del 555.

En este caso el circuito entrega un solo pulso de un ancho establecido por el diseñador. La fórmula para calcular el tiempo de duración (tiempo en el que la salida está en nivel alto) es:
{\displaystyle T=\ln(3)*R*C}

Que proviene de la ecuación de descarga de un circuito RC (Ver 
En este caso, es necesario que la señal de disparo sea de nivel bajo y de muy corta duración para iniciar la señal de salida.

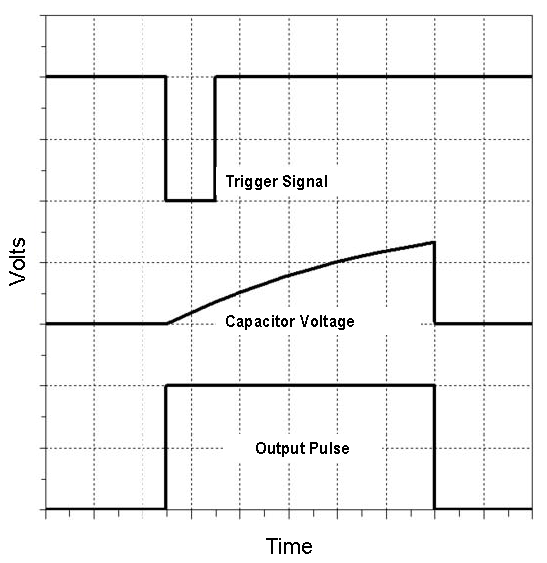
Señal de salida en modo monoestable(En francés)

## Especificaciones
Estas especificaciones aplican solo al NE555, en otras versiones pueden variar dependiendo del fabricante o ámbito en que se utilice.
| Voltaje de entrada (V'CC)               | 4.5 a 15 V           |
| Corriente de entrada (VCC = +5 V)       | 3 a 6 mA             |
| Corriente de entrada (VCC = +15 V)      | 10 a 15 mA           |
| Corriente de salida (maximum)           | 200 mA               |
| Máxima disipación de potencia           | 600 mW               |
| Consumo de potencia (minimum operating) | 30 mW@5V, 225 mW@15V |
| Temperatura de operación                | 0 °C hasta 70 °C     |